# Il riscatto degli indiani
Il riscatto degli indiani (The Deerslayer) è un film del 1957 diretto da Kurt Neumann.
È un western statunitense con Lex Barker, Rita Moreno, Forrest Tucker, Cathy O'Donnell e Jay C. Flippen. È basato sul romanzo del 1841 The Deerslayer: Or, the First War-Path, A Tale di James Fenimore Cooper.

## Trama
Agli albori del primo periodo colonialista, il cacciatore Tom Hutter vive su un fortino galleggiante insieme alle due figlie, coltivando la vendetta contro i pellerossa che anni prima hanno ucciso e scotennato la moglie. Le scorribande di Tom hanno però scatenato l'ira della tribù degli Huron, la quale sta per abbattersi su di lui con una ferocia inaudita. L'unico aiuto per l'uomo arriva da Deerslayer, un uomo bianco cresciuto dai Mohicani, e dal suo fratello di sangue Chingachgook. Tra avventure, violenze e fughe, emerge una serie di sporchi segreti.

## Produzione
Il film fu diretto e prodotto da Kurt Neumann, su una sceneggiatura di Carroll Young e dello stesso Neumann e un soggetto di James Fenimore Cooper (autore del romanzo), per la Twentieth Century Fox e girato nella contea di Madera (tra le location Bass Lake), in California, da fine aprile a fine maggio 1957.

## Distribuzione
Il film fu distribuito con il titolo The Deerslayer negli Stati Uniti dal 10 settembre 1957 al cinema dalla Twentieth Century Fox.
Altre distribuzioni:
- in Germania Ovest il 29 novembre 1957 (Lederstrumpf - Der Wildtöter)
- nel Regno Unito l'8 dicembre 1957
- in Finlandia il 17 gennaio 1958 (Valkoinen intiaani)
- in Austria nel febbraio del 1958 (Lederstrumpf - Der Wildtöter)
- in Svezia l'8 dicembre 1958 (Hjortdödaren)
- in Belgio (Le tueur de Daims)
- in Brasile (Caçador da Fronteira)
- in Grecia (Oi moikanoi en drasei)
- in Grecia (Ta kokkina tsakalia exormoun)
- in Italia (Il riscatto degli indiani)
- in Norvegia (Hjortedreperen)
- in Polonia (Pogromca zwierzat)